# 반사슬
순서론에서 반사슬(反사슬, 영어: antichain 앤티체인[*])은 서로 다른 두 원소가 비교될 수 없는, 원순서 집합의 부분 집합이며, 사슬(영어: chain 체인[*])은 서로 두 원소가 항상 비교될 수 있는, 원순서 집합의 부분 집합이다.

## 정의
원순서 집합 {\displaystyle (P,\lesssim )}의 반사슬은 다음 조건을 만족시키는 부분 집합 {\displaystyle A\subseteq P}이다.
- 임의의 {\displaystyle a,a'\in A}에 대하여, {\displaystyle a\lesssim a'}라면 {\displaystyle a=a'}이다.

원순서 집합 {\displaystyle (P,\leq )}의 사슬은 원전순서 집합인 부분 집합 {\displaystyle C\subset P}이다. 즉, 다음 조건을 만족시키는 부분 집합 {\displaystyle C\subseteq P}이다.
- 임의의 {\displaystyle c,c'\in C}에 대하여, {\displaystyle c\lesssim c'}이거나 {\displaystyle c\gtrsim c'}이다.

즉, 반사슬 속의 서로 다른 두 원소는 항상 비교 불가능하며, 사슬 속의 서로 다른 두 원소는 항상 비교 가능하다.

### 극대 사슬과 극대 반사슬
원순서 집합 {\displaystyle (P,\lesssim )}의 사슬들의 집합과 반사슬들의 집합은 각각 부분 집합 관계에 따라 부분 순서 집합을 이룬다. 이에 대하여 극대인 (반)사슬 (즉, 더 큰 반사슬에 포함되지 않는 (반)사슬)을 극대 (반)사슬(極大(反)사슬, 영어: maximal (anti-) chain)이라고 한다.

### 높이와 너비
원순서 집합 {\displaystyle (P,\lesssim )}의 높이(영어: height) {\displaystyle \operatorname {height} P}는 {\displaystyle P} 속의 사슬의 크기의 상한이다. 마찬가지로, 원순서 집합 {\displaystyle (P,\lesssim )}의 너비(영어: width) {\displaystyle \operatorname {width} P}는 {\displaystyle P} 속의 반사슬의 크기의 상한이다.

## 성질

### 딜워스 정리와 미르스키 정리
임의의 부분 순서 집합 {\displaystyle P}에 대하여, {\displaystyle P}를 사슬들로 분할할 수 있으며, 이러한 분할의 최소 크기를 {\displaystyle c(P)}라고 하자. 또 {\displaystyle P}를 반사슬들로도 분할할 수 있으며, 이러한 분할의 최소 크기를 {\displaystyle a(P)}라고 하자. 한원소 집합은 사슬이자 반사슬이므로, 자명하게
{\displaystyle c(P)\leq |P|}
{\displaystyle a(P)\leq |P|}
이다. 부분 순서 집합 {\displaystyle (P,\leq )} 속의 사슬 {\displaystyle C\subseteq P} 및 반사슬 {\displaystyle A\subseteq P}에 대하여 {\displaystyle |A\cap C|\leq 1}이다. 따라서, 만약 {\displaystyle P}를 사슬 {\displaystyle \{C_{i}\}_{i\in I}}들로 분할하였을 때, 각 반사슬 {\displaystyle A\subseteq P}에 대하여 {\displaystyle |C_{i}\cap A|\leq 1}이므로 {\displaystyle |A|\leq |I|}이며, 즉
{\displaystyle \operatorname {width} P\leq c(P)}
이다.:303 반대로, 만약 {\displaystyle P}를 반사슬 {\displaystyle \{A_{j}\}_{j\in J}}들로 분할하였을 때, 각 사슬 {\displaystyle C\subseteq P}에 대하여 {\displaystyle |C\cap A_{j}|\leq 1}이므로 {\displaystyle |C|\leq |J|}이며, 즉
{\displaystyle \operatorname {height} P\leq a(P)}
이다.
딜워스 정리(Dilworth定理, 영어: Dilworth’s theorem) 및 미르스키 정리(Мирский定理, 영어: Mirsky’s theorem)에 따르면, 만약 {\displaystyle P}의 너비 또는 높이가 유한하다면 위 부등식들이 포화된다. 즉, 딜워스 정리에 따르면, 만약 부분 순서 집합 {\displaystyle (P,\leq )}의 너비가 유한하다면, 이는 {\displaystyle c(P)}와 같다.:303 반대로,  미르스키 정리에 따르면, 만약 {\displaystyle P}의 높이가 유한하다면, 이는 {\displaystyle a(P)}와 같다.
{\displaystyle \operatorname {width} P<\aleph _{0}\implies \operatorname {width} P=c(P)}
{\displaystyle \operatorname {height} P<\aleph _{0}\implies \operatorname {height} P=a(P)}
이 정리들은 무한한 너비 또는 높이의 부분 순서 집합에 대하여 기수로서 성립하지 않는다.

### 그린-클라이트먼 정리
딜워스 정리와 미르스키 정리는 다음과 같이 그린-클라이트먼 정리(Greene-Kleitman定理, 영어: Greene–Kleitman theorem)로 일반화된다.
부분 순서 집합 {\displaystyle P}를 사슬로 다음과 같이 분할하였다고 하자.
{\displaystyle P=\bigsqcup _{C\in {\mathcal {C}}}C}
또한, {\displaystyle P} 위에 {\displaystyle n}개의 반사슬 {\displaystyle A_{1},\dots ,A_{n}}이 주어졌다고 하자. (이들이 서로소일 필요는 없다.) 그렇다면, 각 {\displaystyle C\in {\mathcal {C}}}에 대하여
{\displaystyle C\cap \left(A_{1}\cup A_{2}\cup \cdots \cup A_{n}\right)\leq \min\{|C|,n\}}
이므로, 자명하게
{\displaystyle |A_{1}\cup A_{2}\cup \cdots \cup A_{n}|\leq \sum _{C\in {\mathcal {C}}}\min\{|C|,n\}}
가 성립한다. {\displaystyle P}의 {\displaystyle n}-너비(영어: {\displaystyle n}-width) {\displaystyle \operatorname {width} _{n}(P)}를 {\displaystyle n}개의 반사슬의 합집합의 크기의 상한으로 정의하고, {\displaystyle P}의 {\displaystyle n}-높이(영어: {\displaystyle n}-height) {\displaystyle \operatorname {height} _{n}(P)}를 {\displaystyle n}개의 사슬의 합집합의 크기의 상한으로 정의하자. 마찬가지로, {\displaystyle c_{n}(P)}를 {\displaystyle P}의 사슬 분할 {\displaystyle {\mathcal {C}}}에 대한 {\displaystyle \textstyle \sum _{C\in {\mathcal {C}}}\min\{|C|,n\}}의 하한으로, {\displaystyle a_{n}(P)}를 {\displaystyle P}의 반사슬 분할 {\displaystyle {\mathcal {A}}}에 대한 {\displaystyle \textstyle \sum _{A\in {\mathcal {A}}}\min\{|A|,n\}}의 하한으로 정의하자. 그렇다면 위 논리에 의하여 자명하게
{\displaystyle \operatorname {width} _{n}P\leq c_{n}(P)}
{\displaystyle \operatorname {height} _{n}P\leq a_{n}(P)}
가 성립한다.
그린-클라이트먼 정리에 따르면, 만약 {\displaystyle P}가 유한 부분 순서 집합이라면, 위 두 부등식들이 항상 포화된다.
딜워스 정리 · 미르스키 정리는 그린-클라이트먼 정리에서 {\displaystyle n=1}인 특수한 경우이다.

### 히라구치 정리
부분 순서 집합 {\displaystyle (P,\leq )}의 전순서 확대(영어: totally ordered extension)는 {\displaystyle P} 위에 주어진 다음과 같은 전순서 {\displaystyle \leq '}이다.
{\displaystyle \forall a,b\in P\colon a\leq b\implies a\leq 'b}
즉, {\displaystyle P}에 순서 관계를 추가하여 전순서로 만드는 것이다. 부분 순서 집합 {\displaystyle (P,\leq )}의 차원(영어: dimension) {\displaystyle \dim P}는 다음 조건을 만족시키는 전순서 확대의 집합 {\displaystyle \{\leq _{1},\dots ,\leq _{k}\}}의 최소 크기이다.
{\displaystyle \forall a,b\in P\colon a\leq b\iff (a\leq _{1}b\land a\leq _{2}b\land \cdots \land a\leq _{k}b)}
(여기서 {\displaystyle \land }는 논리합이다.) 모든 부분 순서 집합은 하나 이상의 전순서 확대를 갖는다.
히라구치 정리에 의하면, {\displaystyle \dim P\leq c(P)}이다.:82, (3.3) 만약 {\displaystyle P}의 너비가 유한하다면, 딜워스 정리에 의하여 {\displaystyle \dim P\leq \operatorname {width} P}가 된다.

## 예
공집합은 항상 자명하게 사슬이자 반사슬이다.

### 전순서 집합
전순서 집합의 반사슬은 공집합이거나 아니면 하나의 원소만을 갖는 집합이다. 부분 순서 집합 {\displaystyle (P,\leq )}에 대하여 다음 세 조건이 서로 동치이다.
- {\displaystyle P}는 전순서 집합이다.
- {\displaystyle P}는 스스로 속의 사슬을 이룬다.
- {\displaystyle P}의 너비는 {\displaystyle \operatorname {width} P=\min\{1,|P|\}}이다.

만약 {\displaystyle P}가 유한 부분 순서 집합이라면 다음 두 조건이 서로 동치이다.
- {\displaystyle P}는 전순서 집합이다.
- {\displaystyle P}의 높이는 {\displaystyle \operatorname {height} P=|P|}이다.

### 멱집합
집합 {\displaystyle S}의 멱집합 {\displaystyle {\mathcal {P}}(S)}은 포함 관계에 대하여 부분 순서 집합(사실 불 대수)를 이룬다. {\displaystyle {\mathcal {P}}(S)} 속의 반사슬을 슈페르너 족(Sperner族, 영어: Sperner family)이라고 한다.
크기가 {\displaystyle n}인 유한 집합의 슈페르너 족의 수는 데데킨트 수(영어: Dedekind number)라고 하며, 다음과 같다. ({\displaystyle n=0,1,2,\dots })
2, 3, 6, 20, 168, 7581, 7828354, 2414682040998, 56130437228687557907788, … (OEIS의 수열 A372)
{\displaystyle S}의 멱집합 {\displaystyle {\mathcal {P}}(S)}의 높이는 {\displaystyle S}의 크기와 같다.
{\displaystyle \operatorname {height} {\mathcal {P}}(S)=|S|}
슈페르너의 정리에 따르면, 만약 {\displaystyle S}가 유한 집합일 때, {\displaystyle {\mathcal {P}}(S)}의 너비는 다음과 같다.
{\displaystyle \operatorname {width} {\mathcal {P}}(S)={\binom {|S|}{\lfloor |S|/2\rfloor }}}

### 대수 구조
추상대수학에서는 각종 대수 구조로부터 정의되는 부분 순서 집합의 높이가 널리 사용된다.
환론에서, 가군 {\displaystyle M}의 부분 가군 격자 {\displaystyle \operatorname {Sub} (M)}의 높이 빼기 1은 {\displaystyle M}의 길이 {\displaystyle \operatorname {length} M}라고 한다.
{\displaystyle \operatorname {length} M=\operatorname {height} (\operatorname {Sub} (M))-1}
가환환 {\displaystyle R}의 소 아이디얼들의 부분 순서 집합 {\displaystyle (\operatorname {Spec} R,\subseteq )}의 높이 빼기 1은 {\displaystyle R}의 크룰 차원 {\displaystyle \dim R}이라고 한다.
{\displaystyle \dim R=\operatorname {height} (\operatorname {Spec} R,\subseteq )-1}
가환환 {\displaystyle R}의 소 아이디얼 {\displaystyle {\mathfrak {p}}} 속에 포함된 소 아이디얼들의 부분 순서 집합
{\displaystyle \operatorname {Spec} R_{\mathfrak {p}}\cong \{{\mathfrak {p}}'\in \operatorname {Spec} R\colon p'\subseteq {\mathfrak {p}}\}}
의 높이 빼기 1은 {\displaystyle {\mathfrak {p}}}의 높이 {\displaystyle \operatorname {ht} {\mathfrak {p}}}라고 한다.
{\displaystyle \operatorname {ht} {\mathfrak {p}}=\operatorname {height} (\operatorname {Spec} R_{\mathfrak {p}})-1=\operatorname {height} \{{\mathfrak {p}}'\in \operatorname {Spec} R\colon p'\subsetneq {\mathfrak {p}}\}}
최소 원소를 갖는 사슬이 항상 유한 집합인 부분 순서 집합은 오름 사슬 조건을 만족시킨다고 하고, 반대로 최대 원소를 갖는 사슬이 항상 유한 집합인 부분 순서 집합은 내림 사슬 조건을 만족시킨다고 한다. 이 조건들은 뇌터 환 · 아르틴 환과 같은 중요한 개념들을 정의하는 데 쓰인다.

## 역사
1897년에 리하르트 데데킨트는 데데킨트 수를 정의하였다. 이후 1928년에 에마누엘 슈페르너(영어: Emanuel Sperner)는 멱집합의 너비를 계산하였다 (슈페르너의 정리).
딜워스 정리는 미국의 수학자 로버트 파머 딜워스(영어: Robert Palmer Dilworth, 1914~1993)가 1950년 논문에서 처음 제시하였다.:303
히라구치 정리는 히라구치 도시오(일본어: 平口 俊夫)가 1951년에 증명하였다.:82, (3.3)
미르스키 정리는 러시아 태생의 영국 수학자 레오니트 미르스키(러시아어: Леони́д Ми́рский, 영어: Leonid Mirsky, 1918~1983)가 1971년에 증명하였다.
그린-클라이트먼 정리는 커티스 그린(영어: Curtis Greene)과 대니얼 클라이트먼(영어: Daniel J. Kleitman)이 증명하였다.

## 참고 문헌
1. 1 2 3  윤영진 (2007). 《새로운 조합수학》. 교우사. ISBN 978-89-8172-379-8.
2. ↑  Perles, Micha Asher (1963). “On Dilworth’s theorem in the infinite case”. 《Israel Journal of Mathematics》 (영어) 1 (2): 108–109. doi:10.1007/BF02759806. MR 0168497. Zbl 0115.01703.
3. 1 2  Greene, Curtis; Kleitman, Daniel J. (1976). “The structure of Sperner k-families”. 《Journal of Combininatorial Theory, Series A》 (영어) 20: 41–68. doi:10.1016/0097-3165(76)90077-7. ISSN 0097-3165.
4. 1 2  Greene, Curtis (1976). “Some partitions associated with a partially ordered set”. 《Journal of Combininatorial Theory, Series A》 (영어) 20: 69–79. doi:10.1016/0097-3165(76)90078-9. ISSN 0097-3165.
5. 1 2  Hiraguchi, Toshio (1951년 6월). “On the dimension of partially ordered sets”. 《金沢大学理科報告》 (영어) 1: 77–94.
6. ↑  Dedekind, Richard (1897). “Über Zerlegungen von Zahlen durch ihre größten gemeinsamen Teiler”. 《Festschrift der Technischen Hochschule Braunschweig》 (독일어).
7. ↑  Sperner, Emanuel (1928). “Ein Satz über Untermengen einer endlichen Menge”. 《Mathematische Zeitschrift》 (독일어) 27 (1): 544–548. doi:10.1007/BF01171114. JFM 54.0090.06.
8. ↑  Dilworth, R. P. (1950년 1월). “A decomposition theorem for partially ordered sets”. 《Annals of Mathematics》 (영어) 51: 161–166. ISSN 0003-486X. JSTOR 1969503. Zbl 0038.02003.
9. ↑  Mirsky, Leon (1971). “A dual of Dilworth’s decomposition theorem”. 《American Mathematical Monthly》 (영어) 78 (8): 876–877. doi:10.2307/2316481. JSTOR 2316481.